# Jürgen Isenbart
Jürgen Isenbart (* 24. April 1943 in Hamburg; † 5. April 2015 ebenda) war ein deutscher Multiinstrumentalist, Perkussionist, Performancekünstler und Komiker.

## Leben
Nach dem Besuch der Schule an der Isebek in Hamburg-Eimsbüttel absolvierte Isenbart zunächst eine Ausbildung als Zahntechniker, bevor er sich der Musik und der darstellenden Kunst zuwandte, der er bis zu seinem Tod treu blieb.

### Musiker
Isenbart war Gründungsmitglied der Hamburger Band Ougenweide, die bis heute als Vorbild für Bands im Genre des Mittelalter-Rock gilt. Als Schlagzeuger und Perkussionist spielte er mit der Band zwischen 1973 und 1976 die Alben Ougenweide, All die weil ich mag, Ohrenschmaus und Eulenspiegel ein. Bis zu 180 Tourkonzerte im Jahr und etliche Auftritte in Fernsehproduktionen machten die Band schnell in der Bundesrepublik Deutschland bekannt. Jürgen Isenbart war als Perkussionist ein Allround-Talent. Er spielte Glockenspiel, Xylophon, Marimbaphon, Marimba, Vibraphon, Schlagzeug, Schelle, Glocken, Röhrenglocken und die Pauke. Zudem beherrschte er Stepptanz und Gesang. 1985 löste sich die Band auf. Bei einem Comeback 1996 war Isenbart nicht mehr dabei.

### Komiker
Ab 1998 trat Isenbart im Offenen Kanal Hamburg, später TIDE TV, als „Fernsehkoch“ auf, wobei er sich den Künstlernamen „Hans Dampf“ gab und den damals beginnenden Boom der Kochsendungen im Fernsehen parodierte. Die skurril-witzigen Video-Clips produzierte er in seiner eigenen Wohnung. Durch die Verbindungen der Offenen Kanäle untereinander kannte man Isenbart bald auch außerhalb Hamburgs, was ihm unter anderem einen Auftritt in Stefan Raabs Sendung TV total auf Pro7 einbrachte, bei dem ihm der „Raab der Woche“ überreicht wurde. Mit seiner „Salz-Sammlung“ hatte er zudem einen Auftritt in der NDR-Talkshow.

### Schauspieler
Bis zu seinem Tod trat Isenbart unter der Regie von Bruno Bachem regelmäßig für das Hamburger Gastspieltheater „Unser Theater“ auf, wo er in wechselnden Besetzungen alle Rollen in Der Bettler oder Der tote Hund von Bertolt Brecht, in Friede den Hütten von Georg Büchner und in dem Kneipenprogramm Vielleicht gibt’s noch was Geileres spielte.

### Tod
Isenbart erlag einer chronisch obstruktiven Lungenerkrankung (COPD).